# أحمد كسحي
أحمد كسحي (مواليد 18 نوفمبر 1988) هو لاعب كرة قدم فرنسي-جزائري يلعب حاليًا لصالح نادي متز في الدوري الفرنسي الدرجة الأولى.

## مسيرة الأندية
لعب كسحي مباراته الأولى مع شاتورو يوم 15 إبريل 2008، حيث شارك كأساسي في المباراة التي انتهت بالخسارة بنتيجة 2-0 أمام ستاد ريمس. وفي صيف 2008، أمضى عقدًا بعام واحد مع نادي شاتورو.

## المسيرة الدولية
على الرغم من مولده في فرنسا، عبّر كسحي عن رغبته في تمثيل منتخب الجزائر دوليًا.

## روابط خارجية
- أحمد كسحي على موقع قاعدة بيانات كرة القدم.إي يو (الإنجليزية)
- أحمد كسحي على موقع ليكيب (الفرنسية)
- أحمد كسحي على موقع ناشيونال فوتبول تيمز (الإنجليزية)
- أحمد كسحي على موقع Soccerway.com (الإنجليزية)
- أحمد كسحي على موقع AS.com (الإسبانية)